# Croteam
Croteam — компанія, що займається розробкою відеоігор. З жовтня 2020 року є дочірньою студією Devolver Digital. Найвідомішою розробкою Croteam є серія ігор «Serious Sam». Офіс компанії знаходиться в місті Загреб, Хорватія.

## Історія
Компанія Croteam була заснована ентузіастами в 1993 році як «гаражна студія» і займалася розробкою ігор для персональних комп'ютерів сімейства Amiga.
Першою випущеною грою був спортивний симулятор футболу «Football Glory». Гра вийшла в 1994 році для комп'ютерів Amiga 500 та Amiga 1200, а через рік, в 1995 році була випущена і версія на компакт-диску для PC. Ігрові журнали Британії та Німеччини неодноразово присвоювали «Football Glory» нагороду «гра місяця».
В 2001 році з'явилася перша гра з серії «Serious Sam» — «Serious Sam: The First Encounter», слідом за якою послідувало самостійне доповнення «The Second Encounter» і кілька відгалужень. Ігри були позитивно зустрінуті критикою, а перша частина була нагороджена статусом «Гра року 2001» за версією електронного видання IGN. В Росії і країнах СНД ігри видавалися компанією 1С під назвою «Крутий Сем».
В 2005 році відбувся реліз повноцінного продовження серії — «Serious Sam II».
У 2011 році відбувся реліз Serious Sam 3: BFE.
У своїх останніх розробках, зокрема, у серії «Serious Sam», Croteam використовують гральний рушій, іменований Serious Engine (укр. Серйозний рушій).
Назва компанії походить від поєднання слів «Хорватія» (англ. Croatia) і «команда» (англ. team) і вимовляється як «кротім».
У жовтні 2020 року компанія була придбана Devolver Digital за не розголошену суму коштів.